# 6886 Grote
A 6886 Grote (ideiglenes jelöléssel 1942 CG) a Naprendszer kisbolygóövében található aszteroida. Liisi Oterma fedezte fel 1942. február 11-én.